# Temporada 2010 de la PRSL
La temporada 2010 de la Puerto Rico Soccer League (por razones de patrocinio conocida oficialmente como la Supercopa DirecTV 2010), fue una competición única que sirvió de clasificación a los equipos puertorriqueños para el Campeonato de Clubes de la CFU. El torneo fue ganado por el CA River Plate Ponce, que se clasificó para el torneo del Caribe junto a los Puerto Rico Islanders.

## Formato de Competencia
Para la competición, los ocho equipos fueron divididos en dos grupos de cuatro integrantes cada uno. Los equipos jugarán dentro de su grupo en dos ruedas de todos contra todos. Los dos mejores equipos de cada grupo, avanzaron a los playoffs, donde el ganador de cada grupo jugó con el segundo equipo del otro grupo. Los playoffs consistieron en una etapa de semifinal y una final, cada una disputada en dos partidos. Los dos equipos que avancen a la final se clasificarán para el Campeonato de Clubes de la CFU 2011.

## Equipos
| Club                     | CIUDAD   | ESTADIO                       |
| ------------------------ | -------- | ----------------------------- |
| Fajardo FC               | Fajardo  | Estadio Fajardo               |
| Guaynabo Fluminense FC   | Guaynabo | Estadio Sixto Escobar         |
| Caguas Huracán           | Caguas   | Parque Yldefonso Solá Morales |
| Indios de Mayagüez FC    | Mayagüez | Estadio Mayagüez              |
| Puerto Rico Islanders FC | Bayamón  | Juan Ramón Loubriel           |
| Puerto Rico United SC    | Aguada   | Estadio Aguada                |
| CA River Plate Ponce     | Ponce    | Francisco Montaner            |
| Sevilla FC Juncos        | Juncos   | Estadio Sevilla FC            |

## Posiciones

### Grupo A
| Pos | Equipos de fútbol     | Pts | PJ | PG | PE | PP | GF | GC | Dif |
| --- | --------------------- | --- | -- | -- | -- | -- | -- | -- | --- |
| 1   | River Plate Ponce     | 18  | 6  | 6  | 0  | 0  | 29 | 2  | 27  |
| 2   | Indios de Mayagüez FC | 7   | 6  | 2  | 1  | 3  | 5  | 10 | -5  |
| 3   | Guaynabo Fluminense   | 7   | 6  | 2  | 1  | 3  | 12 | 19 | -7  |
| 4   | Fajardo F.C.          | 2   | 6  | 0  | 2  | 4  | 6  | 21 | -15 |

### Grupo B
| Pos | Equipos de fútbol     | Pts | PJ | PG | PE | PP | GF | GC | Dif |
| --- | --------------------- | --- | -- | -- | -- | -- | -- | -- | --- |
| 1   | Puerto Rico Islanders | 16  | 6  | 5  | 1  | 0  | 27 | 2  | 25  |
| 2   | Sevilla P.R.          | 13  | 6  | 4  | 1  | 1  | 10 | 5  | 5   |
| 3   | Puerto Rico United    | 3   | 6  | 1  | 0  | 5  | 6  | 15 | -9  |
| 4   | Huracán de Caguas     | 3   | 6  | 1  | 0  | 5  | 6  | 27 | -21 |

## Play-off
|  | Semifinales | Semifinales              | Semifinales              | Semifinales | Semifinales |   |   | Final                | Final | Final | Final | Final |
|  |             |                          |                          |             |             |   |   |                      |       |       |       |       |
|  | 1           | CA River Plate Ponce     | 1                        | 1           | 2           |   |   |                      |       |       |       |       |
|  | 2           | Sevilla FC Juncos        | 0                        | 1           | 1           |   |   |                      |       |       |       |       |
|  |             |                          |                          |             |             |   | 1 | CA River Plate Ponce | 1     | 2     | 3     |       |
|  |             | 1                        | Puerto Rico Islanders FC | 0           | 0           | 0 |   |                      |       |       |       |       |
|  | 2           | Indios de Mayagüez FC    | 1                        | 0           | 1           |   |   |                      |       |       |       |       |
|  | 1           | Puerto Rico Islanders FC | 2                        | 2           | 4           |   |   |                      |       |       |       |       |